# Sint-Michielsgestel
Sint-Michielsgestel hay là Gestel là một khu vực đô thị và thị xã trong tỉnh Noord-Brabant, Hà Lan. Từ 1996, Sint-Michielsgestel gồm có làng quê Berlicum, Den Dungen, Gemonde và Middelrode. Tên của nó được đặt theo tên Tổng lãnh thiên thần Michael.
Sint-Michielsgestel ở phía của Zuid-Willemsvaart. Địa điểm nổi tiếng là nhà có vuờn rộng Wamberg.
Hướng tây  của Sint-Michielsgestel là thị xã Vught. Về hướng đông là thị xã Bernheze. Hướng bắc là thị xã 's-Hertogenbosch và Maasdonk. Về hướng nam là thị xã Boxtel và Schijndel.